# 豆腐町遺跡
豆腐町遺跡（とうふまちいせき）は、兵庫県姫路市駅前町にある遺跡である。

## 概要
西日本旅客鉄道姫路駅の周辺に広がる奈良時代・江戸時代の遺跡である。山陽本線の高架化事業と駅周辺の土地区画整理事業に伴う発掘調査によって、奈良時代や江戸時代の建物跡や井戸跡などが見つかり、播磨国府に関係する施設があった場所と推測されている。また駅整備工事に伴う姫路駅構内の調査では蒸気機関車の機関庫や転車台など近代の遺構も見つかっている。

## 遺構・出土品

### 奈良時代の跡
- 井戸跡：木製の井戸枠の物が4基、曲物の井筒が2基、素掘りが1基の合計7基[2]。
- 出土品：土師器・須恵器・木製柄の刀子（小刀)・木製の櫛・漆塗りの曲物・墨書土器、漆紙文書など。墨書土器には「郡」が1箇所、「大」が2箇所の文字が残っていた。漆紙文書からは、「黒麻呂」、「坂麻呂」などの人名があり、徴税用の名簿とみられている[3]。
- 柱穴が約50箇所あった。

### 江戸時代の跡
- 井戸跡：石積み井戸3基。井戸跡からは陶器類と犬の骨格が出土した。
- 粘土採掘坑：漆土器・製塩土器など。